# Grutes de Longmen
Les grutes de Longmen (xinès simplificat: 龙门石窟, xinès tradicional: 龍門石窟, pinyin: lóngmén shíkū) estan situades a 12 quilòmetres al sud de la ciutat de Luoyang, a la província de Henan, a la República Popular de la Xina. Les grutes contenen el major i més impressionant conjunt d'obres d'art de la dinastia dels Wei del Nord i la dinastia Tang (316-907). Inspirades exclusivament per la religió budista, aquestes obres són una magnífica mostra de l'apogeu de l'art de l'escultura rupestre a la Xina.

## Història
Les grutes de Longmen es van començar el 493, quan l'emperador Xiaowen de la dinastia Wei del Nord va traslladar la capital a Luoyang. Durant els següents quatre segles, aquesta construcció, de manera continuada, es pot dividir en quatre fases diferents:
1. El període entre 493 i 534 va ser la primera fase del tall intensiu de les grutes. La primera cova tallada fou Guyangdong; els registres mostren que més de dues-centes persones van participar en aquesta construcció. Durant aquest període es van cavar un gran nombre de coves de totes les mides al turó de l'oest, que representen al voltant del 30% del total.[4]
2. Aquesta fase d'intensa activitat va ser seguida per un període d'entre 524 i 626 en el qual es van cavar molt poques coves,[5] i les poques que es van fer eren bastant petites. Això es deu principalment a la guerra civil entre les diferents regions de la Xina que va persistir durant la dinastia Sui (581-618) i la primera part de la dinastia Tang (618-907).[6]
3. No va ser fins a 626 que es va iniciar la tercera fase, durant l'apogeu de la dinastia Tang, quan el budisme xinès havia començat a florir de nou. Va ser una vegada més un període de tall intensiu de grutes; va ser el moment artístic culminant de Longmen, especialment durant el regnat de l'emperador Gaozong i l'emperadriu Wu Zetian, que vivia permanentment a Luoyang.[7] El grup d'estàtues gegantines a la cova de Fengxiansi són la part més representativa d'aquesta etapa de l'art xinès a Longmen, i són reconegudes com a importants obres d'art a escala mundial. Moltes altres grutes de totes les mides es van cavar en aquest període tant al turó occidental com al turó de l'Est. Aquestes conformen aproximadament el 60% de les grutes de Longmen. A més, durant la dinastia Tang en aquest magnífic paisatge natural es van construir un bon nombre de temples budistes. La majoria d'aquests només existeixen en l'actualitat en forma de ruïnes, però segueixen sent un component important del conjunt cultural del complex de Longmen.
4. La fase final, des 755-1127, que va de la dinastia Tang fins a la Song del Nord, l'excavació de grutes de Longmen va experimentar un descens progressiu.[8] Això va començar amb la captura de Luoyang en la meitat del segle VIII en una revolta, un esdeveniment arran del qual la zona ja mai es va recuperar. L'esclat de la guerra durant les dinasties Jin i Yuan va acabar del tot amb les construccions.

Durant les dinasties Ming (1368-1644) i Qing (1644-1912), el gran èxit artístic i cultural representat a les grutes de Longmen va anar rebent gradualment el reconeixement nacional i internacional, i van acabar sent objecte d'estudi acadèmic. Durant la dècada de 1940 algunes de les escultures de pedra van ser robades i venudes a l'estranger, però des de l'establiment de la República Popular de la Xina el 1949 han estat protegides i conservades.

## Les grutes
- La gruta de Fengxian és la més gran de totes les coves. És situada a la part més elevada de la muntanya. Originàriament era un temple amb sostre de fusta. Al centre es troba una estàtua de 17 metres d'alçada que representa el buda Vairocana. Està flanquejada per les estàtues d'Ananda i Kashpaya, els seus dos deixebles preferits.
- La gruta dels deu mil Budes va ser construïda l'any 680 per l'emperadriu Wu Zetian. Es coneix com la dels deu mil Budes per les nombroses imatges de Buda esculpides a la paret.
- Les grutes de Binyang són tres coves iniciades durant la dinastia Wei. La gruta central va ser construïda per l'emperador Xuanwu en honor dels seus pares. La construcció es va iniciar l'any 500 i finalitzà el 523. La gruta nord no es va completar fins a la dinastia Tang. Conté una imatge del buda Amitabha i altres figures. Finalment, la gruta sud no va ser completada fins a la dinastia Sui. Aquesta té múltiples inscripcions.
- La gruta de Guyang és la més antiga de tot el conjunt. Té nombroses inscripcions i baixos relleus, així com una figura de Buda.
- La gruta de les prescripcions mèdiques conté més de 120 inscripcions amb remeis per a guarir algunes malalties. Va ser construïda entre els anys 550 i 557.

Grutes de Longmen
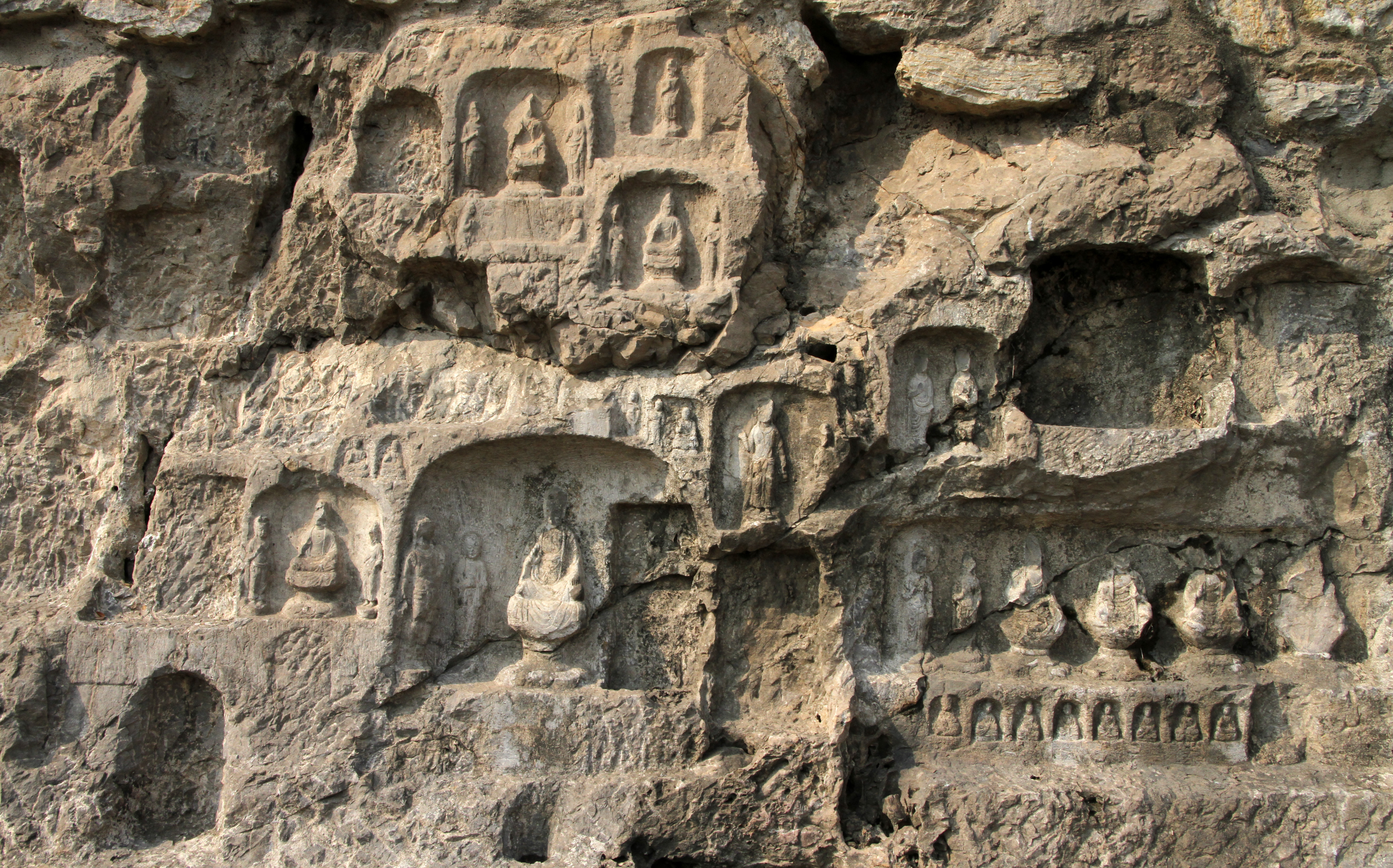
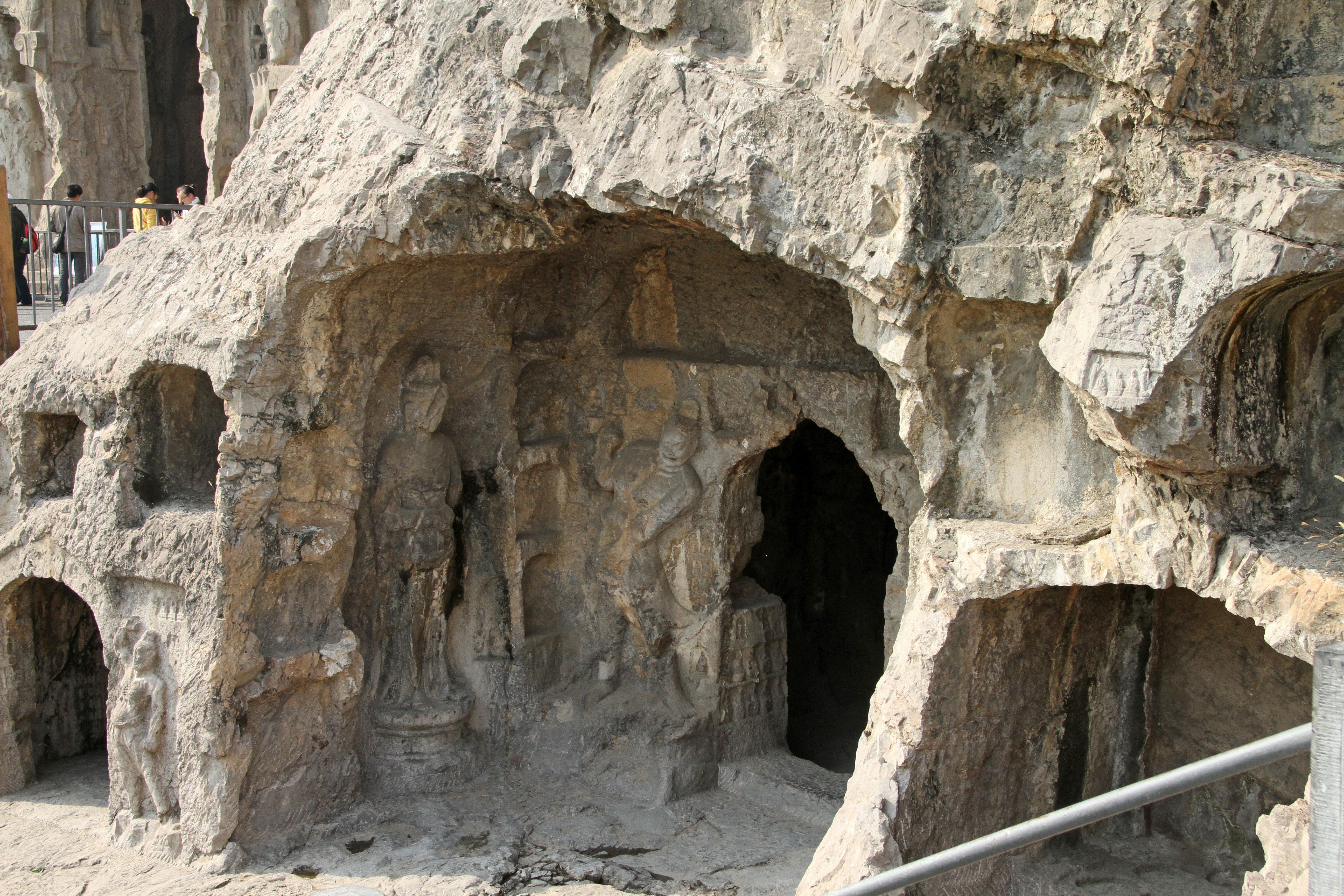
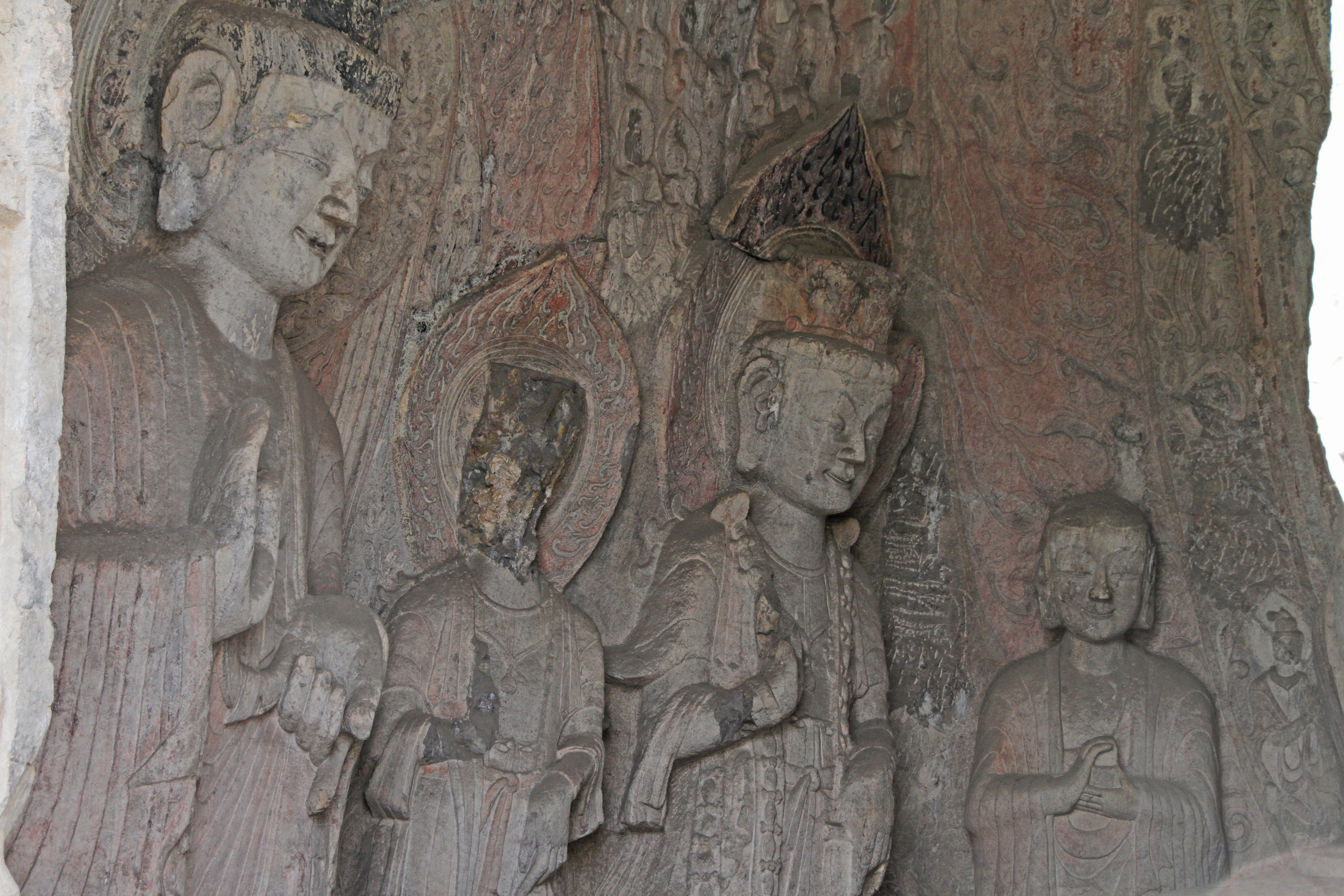
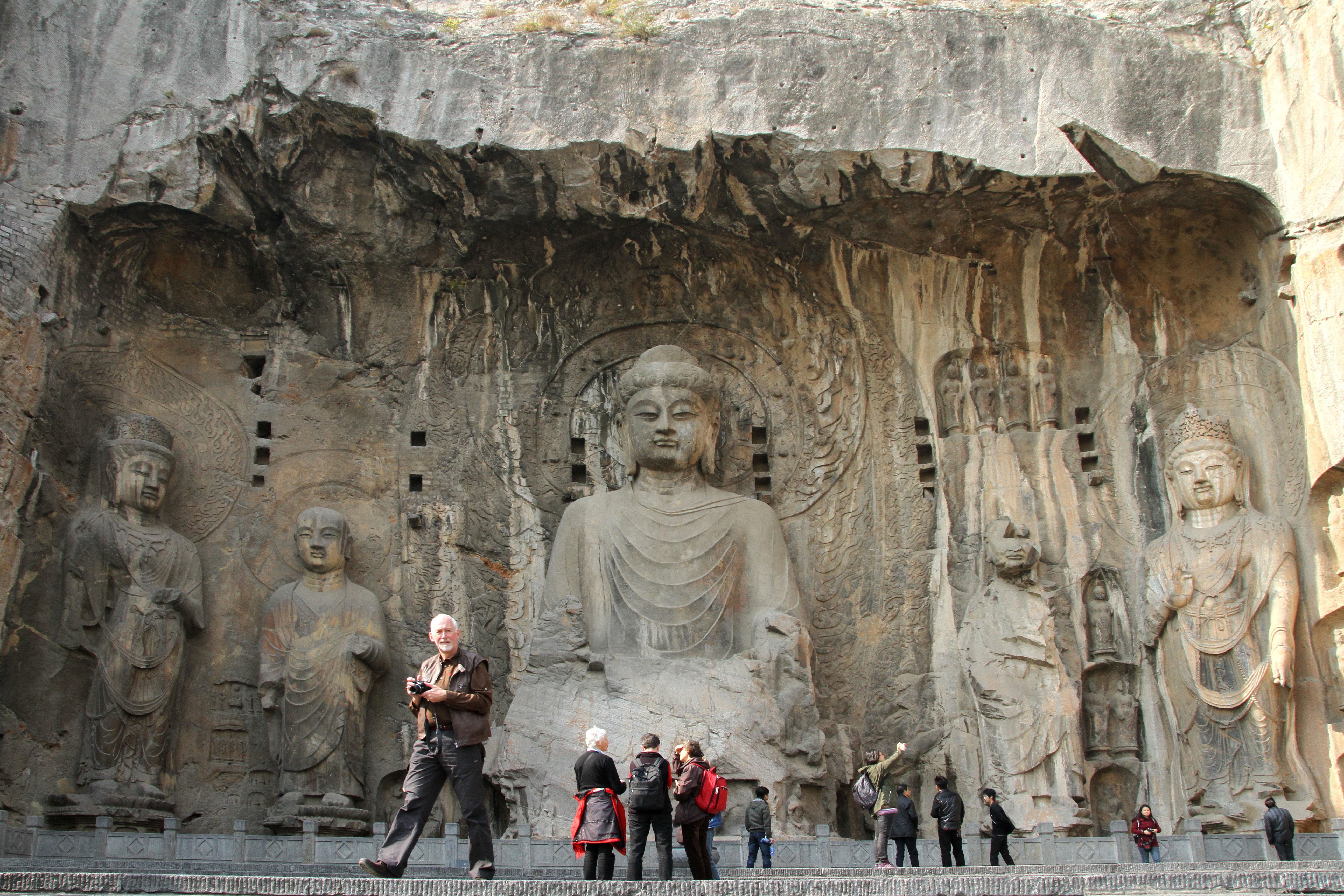
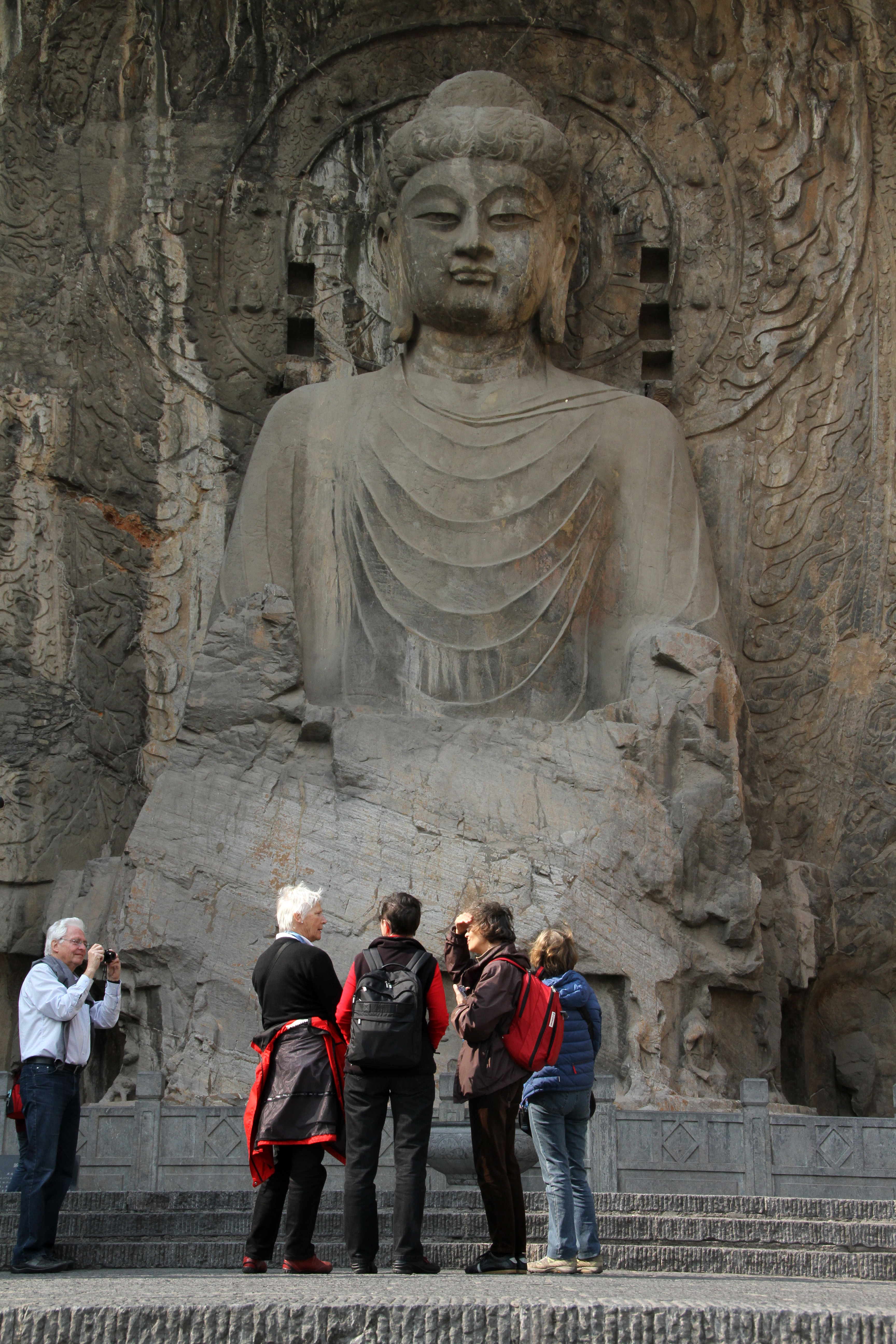
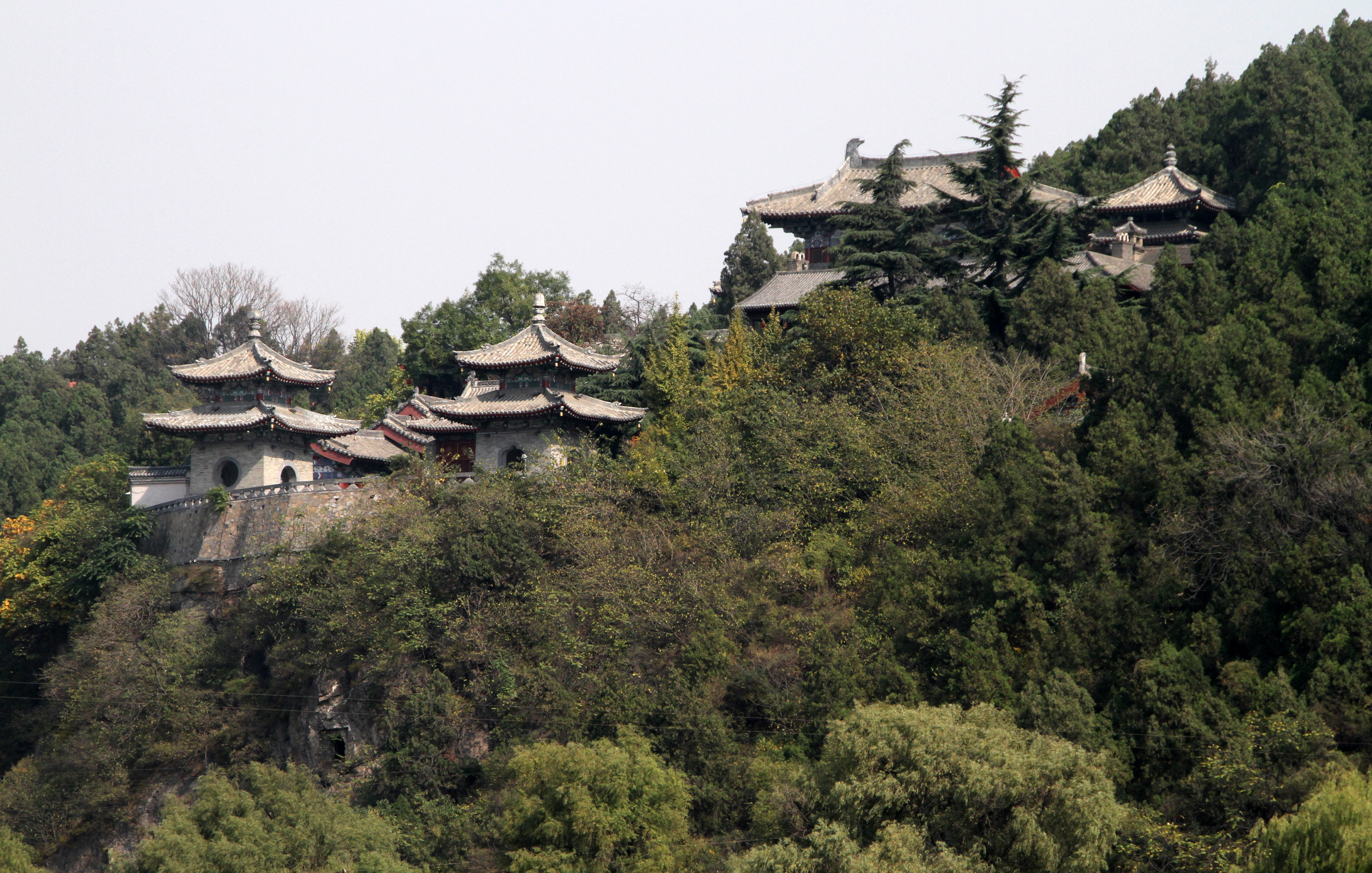